# Estadio Cubierto Claudio Newell
El Estadio Cubierto "Dr. Claudio. L. Newell" es un estadio ubicado en Rosario, Santa Fe, fue construido en 1978, y reformado en 1982 para albelgar los II Juegos Deportivos Cruz del Sur. Lleva este nombre en homenaje a Claudio Newell, uno de los fundadores de club y presidente. Está capacitado para ser escenario de deportes como básquetbol, vóley y futsal, así como también para albergar espectáculos de todo tipo. En año 2002, fue elegido como una sede para albergar la Liga Mundial de Voleibol. 
En él disputan sus partidos como local distintos deportes amateur del Club Atlético Newell's Old Boys. En 2016 fue sede del Torneo Nacional de Futsal, en la que el equipo local alcanzaría la final y rompería el récord de mayor concurrencia a un partido en la historia del futsal argentino. Tras el certamen, el recinto recibió el mote de Templo del Futsal Argentino.

## Instalaciones
El Estadio Cubierto se encuentra aledaño al Estadio Marcelo A. Bielsa. Posee una capacidad para más de 11.000 espectadores, contando el mismo con más de 1.500 plateas y unas 9.500 populares, 16 palcos, 2 palcos vip, 4 cabinas para transmisión y dos plataformas para la televisión. El rectángulo de juego se extiende por 25 metros de ancho por 44 metros de largo, además de vestuarios propios y numerosas oficinas administrativas.

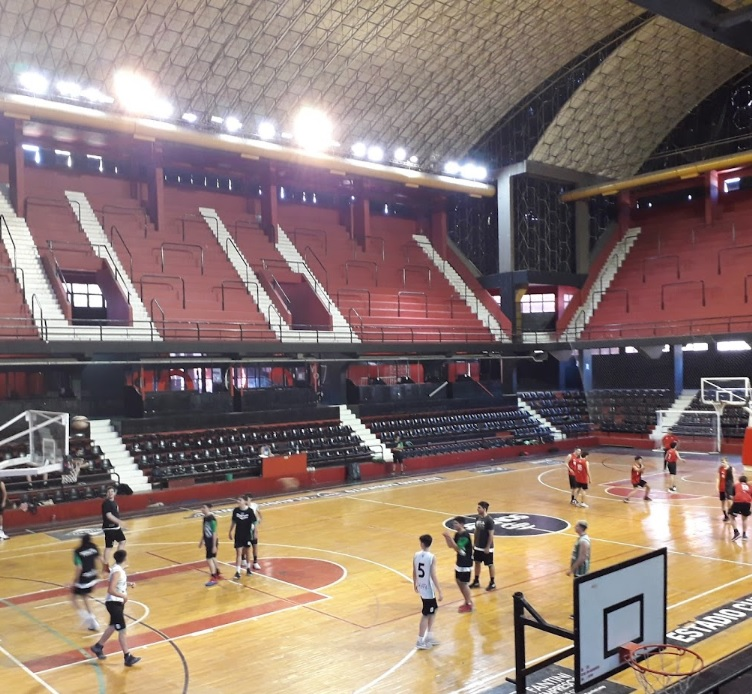
Estadio cubierto Claudio Newell

## Eventos
En el aspecto netamente deportivo:
- Harlem Globetrotters en 1989,2007 y 2011
- Mundial de Básquet de 1990
- Mundial de Vóley juvenil de 1993
- Primera final Intercontinental de Básquet entre Olimpia de Venado Tuerto y Panathinaikos de Grecia en 1996
- La participación de Newell's Old Boys en el Torneo Nacional de Ascenso (TNA) de básquet entre 1996 y 1999
- Liga Mundial de Vóley entre los años 1997 y 2002
- Torneo Nacional de Futsal en 2016, en el que Newell's Old Boys alcanzó la final del certamen.

En la mayoría de estos hechos, la gran afluencia de público fue tan importante como las facilidades que el estadio brindó en cada ocasión. Dentro de este aspecto el Mundial de Vóley de 1982 y la Liga Mundial de Vóley durante 1997 y 2001 han sido los puntos máximos por parte de la gente tiñendo de blanco y celeste el estadio cubierto.
Fuera de lo deportivo: The Ramones, Los Redonditos de Ricota, Ska-P, Holiday on ice, Circo de Moscú, Joan Manuel Serrat, Luis Miguel, Soledad Pastorutti, Chayanne, Thalia, TeenAngels, Los Nocheros, Los Piojos y La Renga, entre otros, hicieron disfrutar a los rosarinos de sus espectáculos.

## Templo del futsal
El Estadio Claudio Newell alberga los partidos que disputa como local el elenco de futsal de Newell's Old Boys, y albergó los dos encuentros más concurridos en la historia de la disciplina en Argentina. El primero de ellos fue en el año 1986 en un cuadrangular a beneficio del Hospital Clemente Álvarez, previo al primer campeonato oficial de AFA. El segundo, en la final del Torneo Nacional de Futsal en 2016, con una cifra récord de 5000 espectadores.
Fue Vicente De Luise, histórico entrenador de Newell's y de la Selección Argentina, y posteriormente Instructor FIFA, quien se refirió por primera vez al recinto como el Templo del Futsal Argentino, basándose en argumentos como la capacidad, las dimensiones, el suelo y la historia del estadio en dicho deporte.
También recibió la visita de numerosas selecciones nacionales, como las de la Selección de Costa Rica y la Selección de Cuba en 2016, enfrentando en ambas ocasiones a Newell's entre otros clubes de la ciudad.